# ブンゼンバーナー
ブンゼンバーナー（英語: Bunsen burner）は、ガスの流れにより無加圧の一次空気を吸引させる構造のガスバーナーである。

## 概説
この装置は可燃性のガスを、流速を制御しながら安全に燃焼させられる。天然ガスや液化石油ガスを用いるバーナーとしては最も一般的である。天然ガスの主成分はメタンで、少量のエタン、プロパン、ブタンを含む。液化石油ガスはプロパンやブタンである。ブンゼンバーナーが開発された当時は石炭ガスが用いられていた。
ブンゼンバーナー以前は単に噴出するガスを赤火で拡散燃焼させるのみであったため、炎が大きく、煤の発生がありガスの熱源としての利用が浸透しなかった。1800年台にロベルト・ブンゼンによって発明され、1828年にマイケル・ファラデーによる重要な改良が施された。1855年にハイデルベルク大学化学教室教授のブンゼンと同大学の装置製作技術者であるペーター・デザーガによってさらなる重要な改良が加えられ、ほぼ現在の形となった。現在使用されているガスコンロも構造的には殆どがブンゼンバーナーである。
近年ではアルコールランプに代わって小中学校の理科の授業などで比較的よく扱われることが多い。アルコールランプは一度引火すると息を吹きかけるだけでは消えにくい為、小中学校での取り扱いには向いていなかったという。

## 構造
実験用としては現在の日本では、ガス調整輪の上に空気調整輪を備えたテクルバーナーの使用が一般的である。このバーナーはガスの供給口がついた土台と、そこから垂直に伸びる筒を備えている。ガスは供給口を経て筒の底の小さな穴を通り、筒の中を上向きに流れていく。筒の下端には側面に空気を取り込むための穴が開いている。ガスが作る上向きの流れに引かれた空気はこの穴から継続的に取り込まれる。ガスは筒の上端で燃焼し、いったん点火されれば燃え続ける。
自動点火機構を備えて空燃比が固定で調節の必要が無い家庭用ガス器具と比べ扱いは煩雑だが、科学実験における手順を守る素養の教育のため、敢えてそうした設計をとっている。また空燃比を任意調節できるため使用するガス種を選ばないメリットがある。
昭和期頃のコンロなどは都市ガスにも熱量の異なる規格が乱立していたため、点火と火力調節のつまみとは別に、空燃比調節の副つまみが備わっているものもあった。

## 取り扱い方
ブンゼンバーナーを取り扱うにあたっては着火から炎の調節、消火といった一貫した手順がある。やや面倒ではあるが、安全に取り扱う為には必要不可欠な手順である。また、細かな調節によって多彩な状態で炎を取り扱うことができる。ここでは一般的に理科の教材などで使用されている手順にそって記述する。

### 手順
まずガスの流入口と空気の流入口を閉じた状態であることを確認してから元栓を開き、次にガスの流入口を少し開いてマッチなどの火種を使って着火を行う。これは後述する青色炎が視認しにくい場合があることや、急激な着火やガス漏れなどによる不意の事故を防ぐ為、安全に着火を確認するために必要不可欠な操作である。着火を確認したら、その後ガスの流入量を調節して炎の高さを調節し、次に空気の流入量を調節して炎を適切な状態へ調える。消火を行う場合は逆の手順で行う。空気の流入口を閉じ、その後ガスの流入を完全に閉じて消火を確認したら元栓を閉める。これは次回使用する際の安全の為にも役立つ。また長時間使用した後のブンゼンバーナーは放射熱により本体が熱せられている場合があるため、やけどなどへの注意が必要である。

## バーナーの火炎

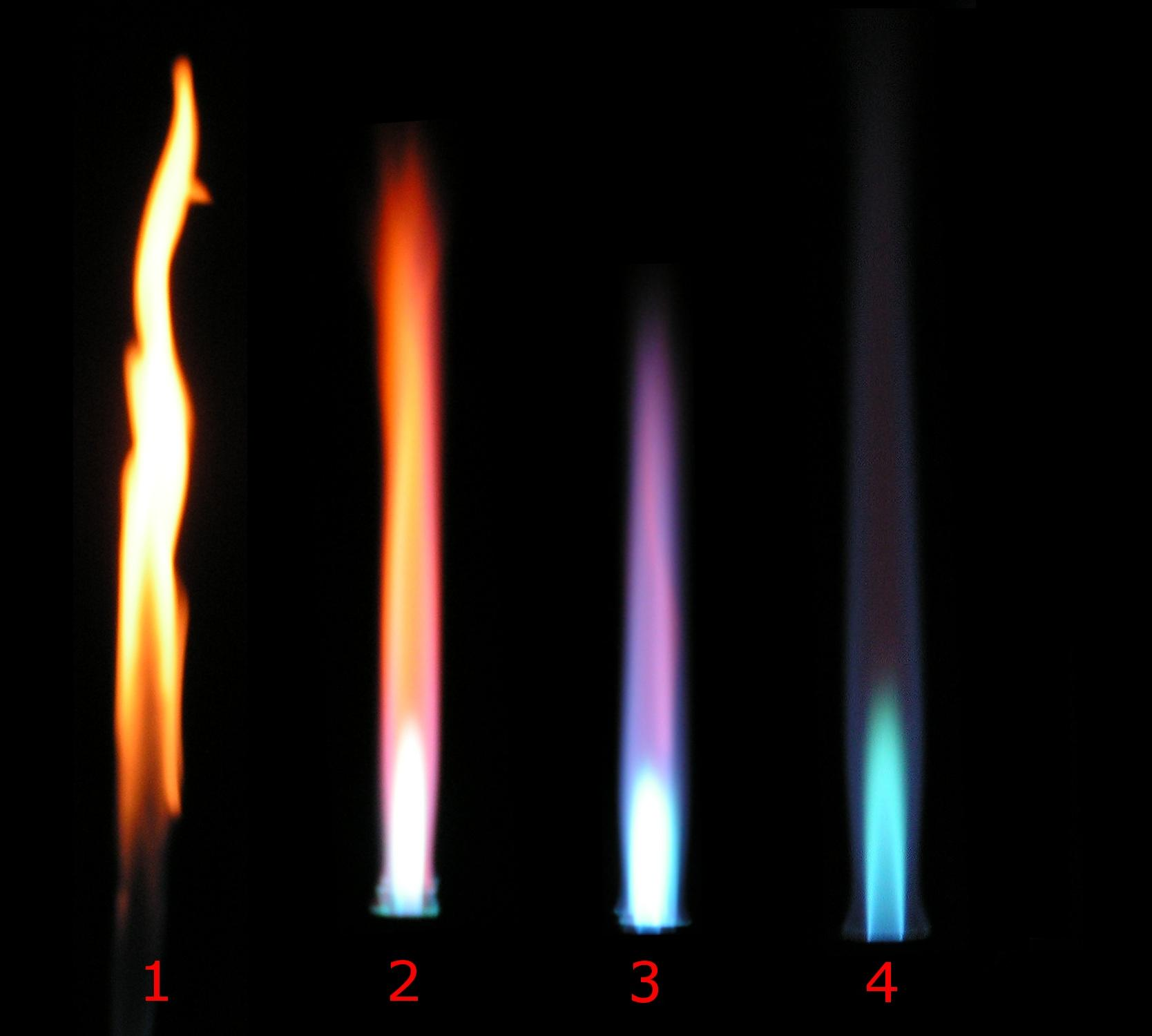
ブンゼンバーナーの炎の形の、空気流入口の開け方による違い。
1. 閉めた状態 2. 半開 3. ほぼ全開 4. 全開

炎の温度や状態は、空気の流入量やガスの量に大きく影響を受ける。空気の流入量は炎の燃焼状態に影響を与える。これは筒の底の環を回転させ、空気を取り込む口の大きさを変えることによって調節できる。環を回して、ガスが燃焼する前により多くの空気と混ざるように調節すると、炎はより高温になり、暗く青くなる。バーナーは一般的にこの青色炎の状態で使用することが好ましい。青色炎の状態はガスが完全燃焼している状態である。炎の大きさはガスの流入量によって変化させることができる。ガスの流量を増やせば炎は大きくなるが、同時に空気の流量の調節も必要となってくる。炎の構造は、青色炎の状態では明度がやや高い内炎とその周囲に広がる比較的暗い外炎からなる。この外炎の上部が最も高温となり、その温度は1800℃程にも達する。一方、空気取り入れ口を閉じると、ガスは出口部分の空気としか混合しなくなるので燃焼の効率は悪くなり、明るいオレンジ色の炎になる。この状態では炎の温度は比較的低い。このオレンジ色の炎は、すすの微粒子が加熱により白熱しているため輝度が高い。高温で暗い青色炎と比較すると、明るく大きな炎となるが、これは不完全燃焼の状態であり、炎は安定せずすすも生じる。

## 特殊な例
ガスバーナーには普通は点火のための構造がついていない。また、火の大きさの調整などもあまり簡単に操作できない。そのため、短時間ずつ何度も使いたいなど、頻繁に点火と消火を繰り返す操作には向かない。微生物学などでは器具の火炎滅菌などにこのような操作が必要なので、特に火種を持ったガスバーナーが作られている。火種は細いガス管で供給され、筒の口のところに常に小さな炎を作る。本体へのガスの供給は足下のフットスイッチで操作し、これを踏むとその間だけ作業用の大きい炎が出来る。クリーンベンチには大抵組み込まれている。